# Honthem
Honthem est un hameau de la commune francophone belge de Baelen, situé en Région wallonne dans la province de Liège.
Avant la fusion des communes en 1977, Honthem faisait déjà partie de la commune de Baelen.

## Situation et description
Bien que faisant partie du territoire communal de Baelen, Honthem est en réalité le prolongement nord de la ville de Limbourg. La rue Joseph Wauters en côte relie la ville sise dans la vallée de la Vesdre au hameau situé sur le plateau. Le hameau avoisine aussi le petit village de Heggen situé au nord-est.
La localité jouxte les importantes carrières de calcaire de Dolhain (S.A. Lambrighs) exploitées à proximité immédiate (à environ une centaine de mètres des premières habitations). Chaque année, environ 200 000 tonnes de pierres y sont extraites.
Honthem possède plusieurs anciennes constructions (fermes, fermettes, maisons) bâties en pierre calcaire. Aucun édifice religieux n'est recensé dans le hameau.